# CVシウタデリャ
CVシウタデリャ（Club Voleibol Ciutadella）は、スペイン・バレアレス諸島州シウタデリャ・デ・メノルカを本拠地としているバレーボールクラブ。女子チームがよく知られている。

## 歴史
1985年にバレアレス諸島のメノルカ島のいくつかのクラブを統合して設立された。1990年には男子チームがスペイン男子バレーボールリーグ（1部）に初昇格したが、2年後には地域リーグに戻っている。女子チームは2006年にスペイン女子バレーボールリーグ（1部）に初昇格し、2008-09シーズンに3位、2009-10シーズンに2位となると、2010-11シーズンと2011-12シーズンに2連覇を達成した。

## タイトル
- スペイン女子バレーボールリーグ : 2回優勝
  - 優勝: 2010-11, 2011-12
  - 2位: 2009-10
- スペインカップ : 優勝経験なし
  - 準優勝: 2009, 2011, 2014
- スペインスーパーカップ : 優勝経験なし
  - 準優勝: 2009, 2012, 2014